# 墨西哥财政部博物馆
墨西哥财政部博物馆（Museo de la Secretaría de Hacienda y Crédito Público）是一座艺术博物馆，位于墨西哥城历史中心。

## 历史
它坐落在总主教宫（Palacio del Arzobispado）内，这座建筑由新西班牙首任总主教胡安·德祖姆拉加修士建于1530年，在供奉阿兹特克神特斯卡特利波卡的被毁金字塔的基础上建造。这里作为总主教府，直到 1867年，财政部会计司在此成立。 现在，博物馆收藏18-20世纪的艺术品，例如迪戈·加西亚。
>

## 画廊

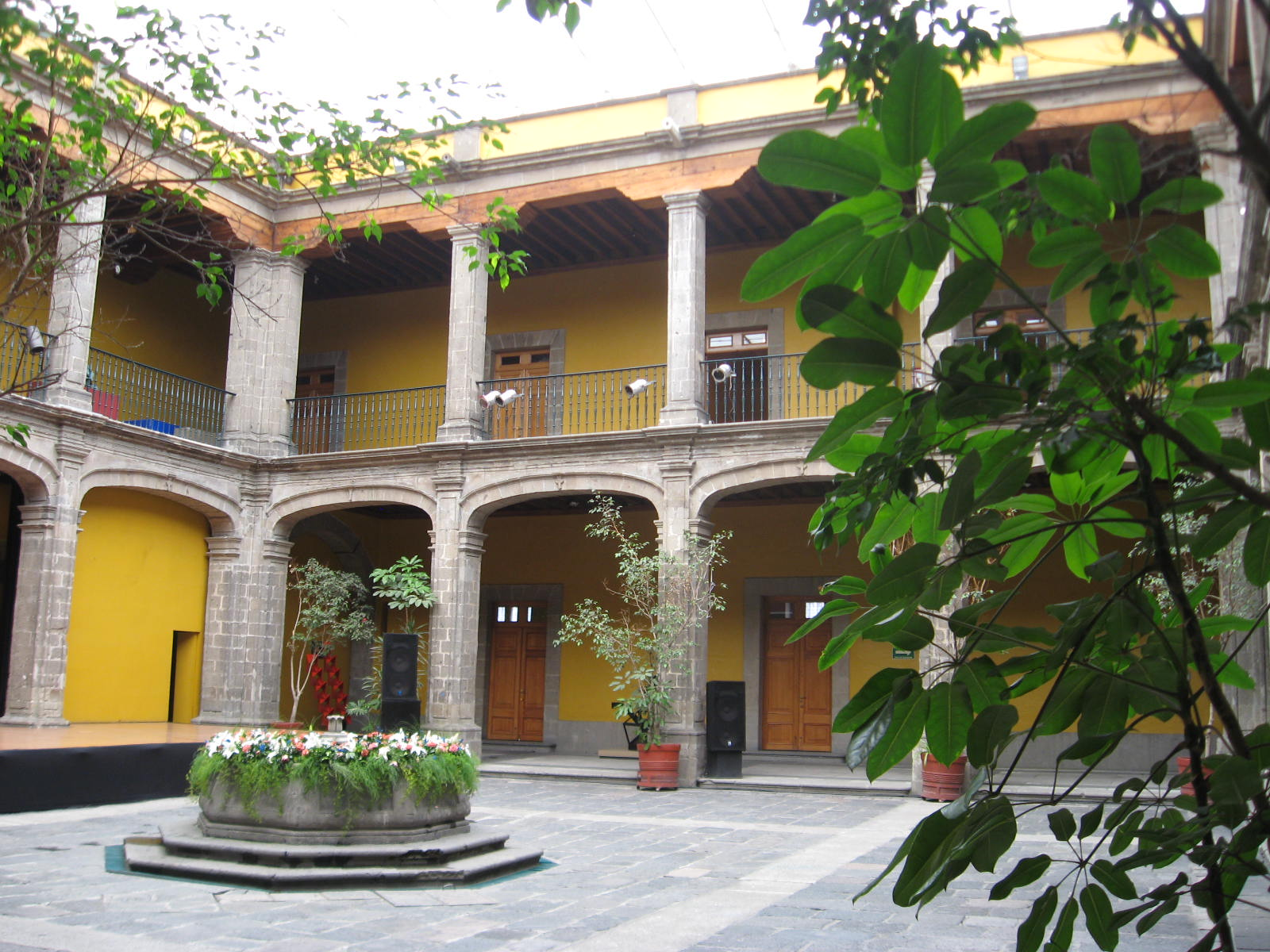
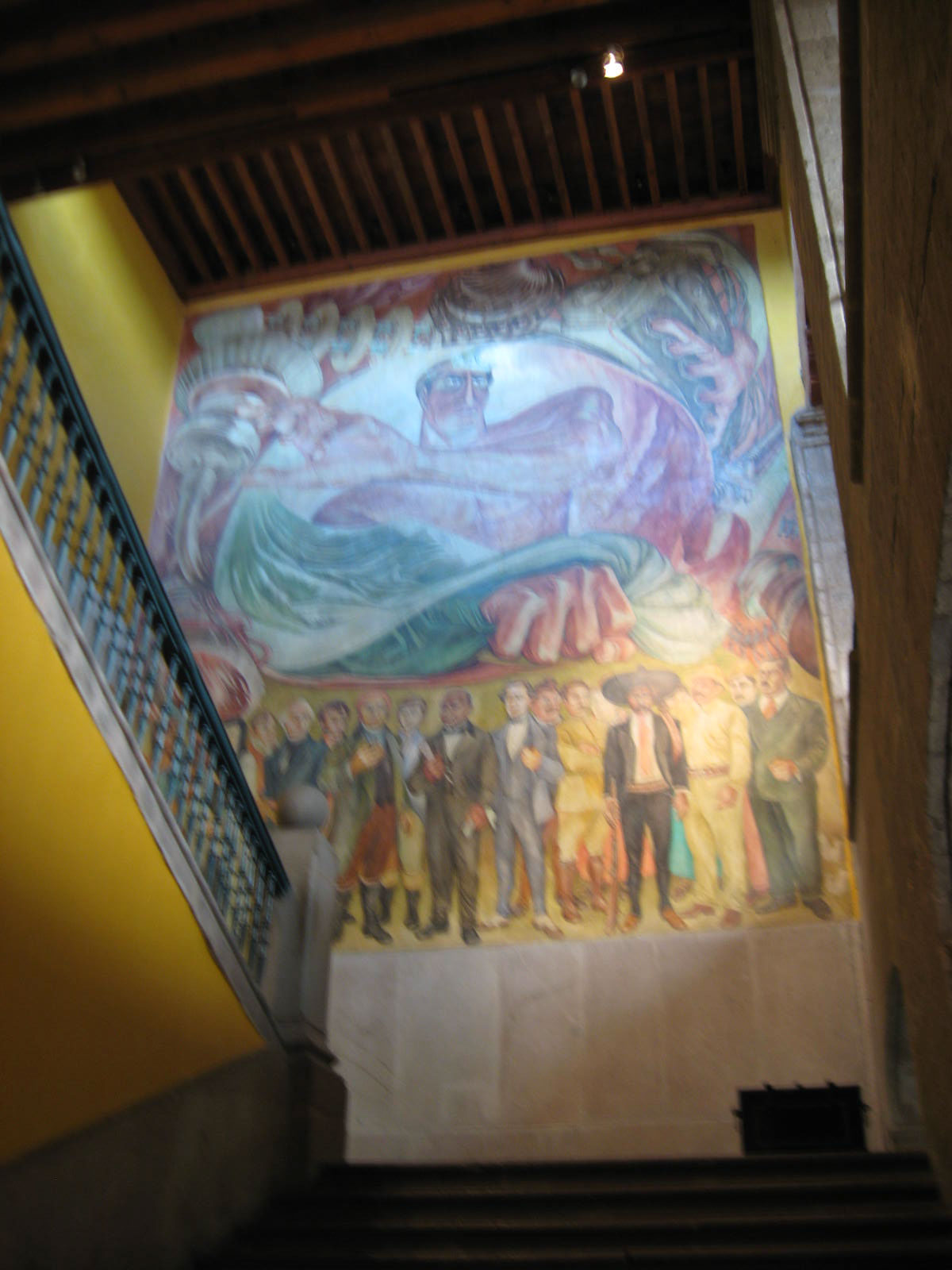
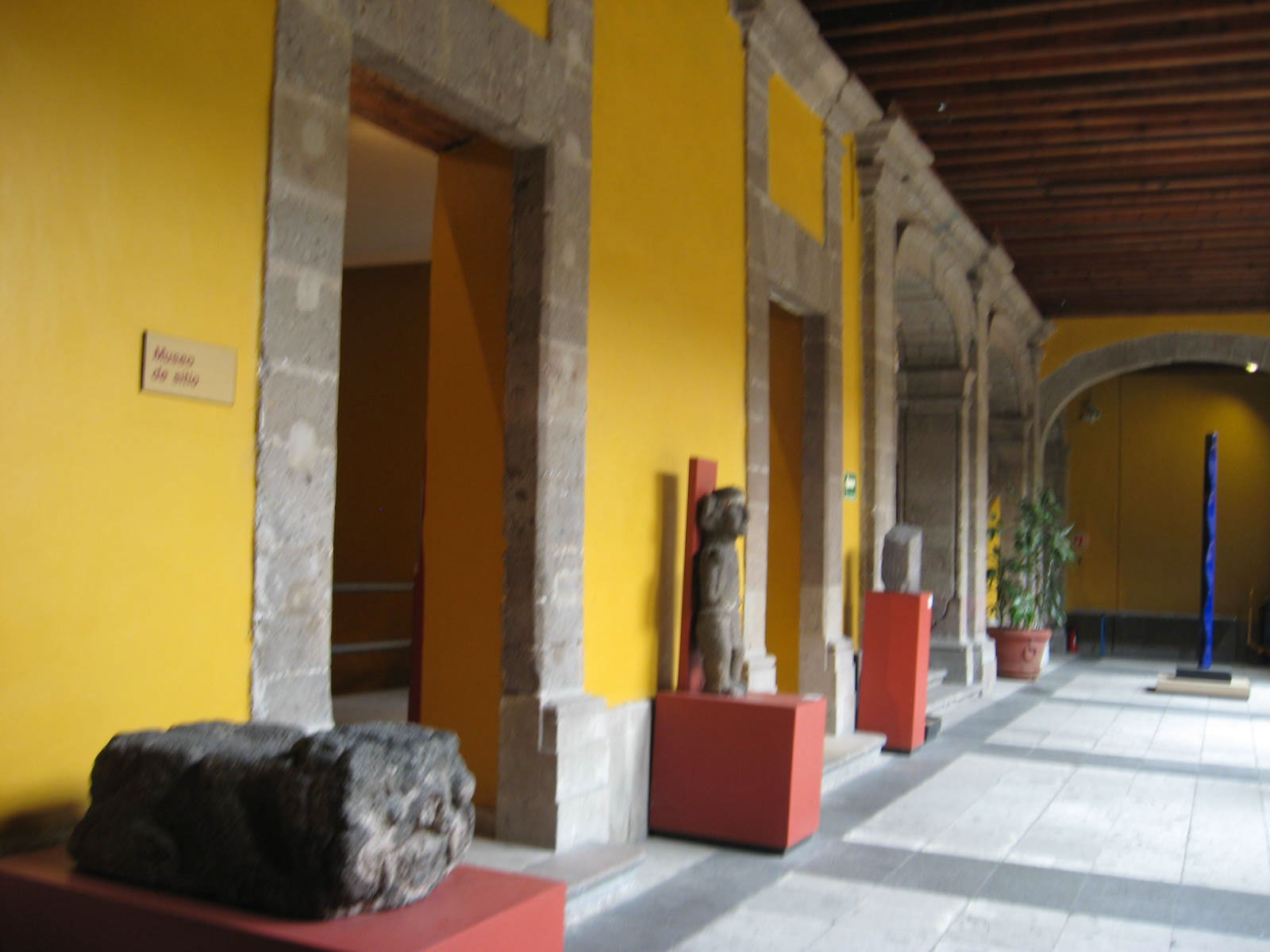